# 戸川猪佐武
戸川 猪佐武（とがわ いさむ、1923年（大正12年）12月16日 - 1983年（昭和58年）3月19日）は、日本の政治評論家・作家。神奈川県平塚市出身。父親は小説家で平塚市市長を務めた戸川貞雄、弟は小説家の菊村到。

## 来歴・人物
旧制湘南中学を経て早稲田大学政治経済学部へ入学するが、赤紙が来て陸軍へ召集される。しかし、徴兵検査で病気が分かり延期となる。 回復後に再び召集されるが直後に終戦を迎え、早大に復学して卒業する。
1947年（昭和22年）、読売新聞に入社。政治部記者として、数多くの政治家に取材して顔を知られるようになる。一時期は特派員としてモスクワにも滞在していた。1955年に河野謙三から、父・貞雄の平塚市長選挙への出馬説得を依頼されたことから、仲介役を務め、父親を当選させることに成功している。
1962年（昭和37年）に読売を退社して政治評論家に転じ、評論活動の傍ら、TBSが10月からスタートする『JNNニュースコープ』において、田英夫とともに初代メインキャスターを務め、火、木、土曜日を担当する。
やがて自らも父親に続き、1963年（昭和38年）11月の総選挙に地元の旧神奈川3区から無所属で立候補したものの、得票19871で落選し、供託金を没収された。その後は、創作活動に重点を置くようになり、吉田茂から鈴木善幸に至るまでの保守政界の内幕を描いた実録政治小説『小説吉田学校』全8巻は、ベストセラーとなり、戸川は地位を確立した。後にこれらを更に掘り下げた『小説吉田茂』と『小説三木武吉』なども執筆している。1982年（昭和57年）のホテルニュージャパン火災の際には、事務所をホテルに構えていたこともあって、ホテル側との集団補償交渉では中心的役割を担った。

### 死去
1983年（昭和58年）3月18日、映画化された『小説吉田学校』の試写会や竹下登のパーティなどに参加した直後、翌日未明に急死した。59歳。戸川の通夜には当時の首相である中曽根康弘が駆けつけ、葬儀には田中角栄なども参列した。当時の報道によると、事務所を構えていたホテルに戻ったあと急に気分が悪くなり、同室の女性が救急通報を行ない隊員が駆けつけて蘇生措置を行ったが、そのまま回復せず死去した。当初、死因は脳出血と伝えられ、後に持病の不整脈が原因による急性心不全と発表されたが、戸川の唯一の弟子といわれた牧太郎によると、戸川は試写会後にホテルで腹上死したのだという。また戸川の実弟・菊村到も当時の『週刊新潮』『週刊文春』の取材に腹上死を認めていた。

## 主な活動
政治評論については記者時代の人間関係から、一貫して保守派擁護の言動を貫いている。特に出身地の関係から、同じ地元である河野一郎などの「河野一族」や、政界引退後は大磯在住であった吉田茂とは、関係が深かったことが窺える。また総理大臣となった人物の論評は数多い。 晩年には田中角栄とのつながりが深かった。小説吉田学校での自由党総務会での新人議員角栄の活躍は、戸川による創作であったことが当事者達から語られている。一方、重光葵・佐藤栄作のような官僚タイプの政治家にはあまり好意的でない描写をしている。
作家としての戸川の作品で“小説”と銘打っているものは、いずれも実際は史実を克明に追ったノンフィクションである。戸川が「小説という形を取ってあえて評伝にしなかった」のは、「政治家というものは、そのパーソナリティ、キャラクターによって、行動様式が支配されている」ものであり、政治家の「人間を描くことによって、こういう人だから、こういう行動をとったということがはじめてわかるから」だという。

## 主な著作
- 『昭和現代史 激動する戦後期の記録』光文社（カッパ・ブックス）、1959年。
- 『戦後風俗史-ろうそくからテレビへ 廃墟から生活革命へ』雪華社、1960年。
- 『政治資金 政界の地下水道をさぐる』内田老鶴圃、1961年。
- 『昭和外交史』雪華社、1962年。
- 『競争に強くなる本 ビジネスマン』実業之日本社（実日新書）、1963年。
- 北岡勲共著『日本を動かすイデオロギー』文教書院、1964年。
- 『日本の首相』講談社（ミリオン・ブックス）、1964年。
- 『ビジネスに勝つ19の条件』実業之日本社（実日新書）、1965年。
- 『前進する公明党』フェイス出版、1966年。
- 『現代の死角永田町』20世紀社、1966年。
- 『保守を支える人々』民族と政治社、1967年。
- 『魅力ある政治家』文理書院ドリーム出版（ドリーム新書）、1968年。
- 『保守人材論』民族と政治社、1969年。
- 『首相官邸三十九人の内幕』自由国民社、1969年。
- 『人使いアイデア集 ウーム,これはうまい』ベストセラーズ、1969年。
- 有竹修二・中正雄共著『近代政治家伝 日本を築いた人びと』永田書房、1971年。
- 『3年後の日本を見る 政治と経済はどう変っていくか』日本文芸社、1971年。
- 『小説吉田学校』流動、1971年。のち角川文庫／学陽書房（人物文庫）全8巻
- 『燃えつきたスカルノ』濤書房、1971年。
- 『陥された閣僚』実業之日本社（ホリデー・フィクション）、1971年。
- 編著『総理田中角栄-この日本をどうする』講談社、1972年。
- 編著『田中角栄猛語録』昭文社出版部、1972年。
- 『総理大臣の椅子』双葉社、1972年。
- 『政治家 国を左右する人間の虚像と実像』双葉社、1972年。のち角川文庫。
- 『巷談・田中角栄』鶴書房。
- 『田中角栄伝-その土着と大衆性の軌跡』鶴書房、1972年。
- 『小説党人山脈』流動、1972年。のち「小説吉田学校 第2部」 角川文庫。
- 『角栄軍団-その形成過程と組織を点検する』サニー出版、1972年。
- 『昭和外交五十年』学芸書林、1973年。のち角川文庫。
- 『自民党の危機-民主連合政権に勝てるか』学芸書林、1973年。
- 『日の丸と赤い星　日ソ交渉100年の裏面』双葉社、1973年。
- 『日本政治の展望　これからどうなる!緊急事態に備えて』日本文芸社、1974年。
- 『共産党よ、驕るなかれ-仮面に隠された矛盾を衝く』サンケイ新聞社出版局、1974年。
- 『小説吉田学校 第3部』流動、1974年。のち角川文庫。
- 『小説 自民党対共産党』太陽、1974年。のち角川文庫。
- 『政権争奪』サンケイ新聞社出版局、1975年。のち角川文庫。
- 『小説吉田学校 第4部』流動、1975年。 のち角川文庫。
- 『河野一族　一郎、謙三、洋平 その反骨の系譜』サンケイ出版、1976年。
- 『政客よ舞え』流動出版、1976年。
- 『陰謀の軌跡 昭和の内幕』エルム、1976年。
- 『現代の新興宗教-信者30,000,000人』太陽、1976年。
- 『小説吉田学校 第5部』流動出版、1977年。のち角川文庫。
- 『素顔の昭和』光文社、1978年。のち角川文庫 上・下
- 『小説吉田学校 第6部』流動出版、1979年。のち角川文庫。
- 『悪の社会学-政・財・官界実力者の条件』三天書房、1979年。のち角川文庫。
- 『小説吉田学校 第7部』流動出版、1980年。のち角川文庫。
- 『君は田中角栄になれるか』山手書房、1980年。
- 『日本の地方銀行』光文社、1981年。
- 『小説吉田学校 第8部』角川文庫、1981年。
- 『党人の群れ』 第1-3部 角川文庫、1981年。
- 『小説吉田茂』角川書店、1981年。のち角川文庫。
- 『小説永田町の争闘』上・下 毎日新聞社、1982年。のち角川文庫。
- 『昭和の宰相』第1-8巻 講談社、1982年。のち講談社文庫。
- 『小説三木武吉』角川書店、1983年。のち角川文庫。
- 『新・小説永田町の争闘』毎日新聞社、1983年。のち角川文庫。
- 『明治・大正の宰相』第1-3巻 講談社、1983年[6]。